# Équipe du Pakistan de football
Cet article traite de l'équipe masculine. Pour l'équipe féminine, voir Équipe du Pakistan féminine de football.
Actualités
L'équipe du Pakistan de football est une sélection des meilleurs joueurs pakistanais sous l'égide de la Fédération du Pakistan de football.

## Histoire
Ce sont les soldats britanniques qui ont, les premiers, introduit le football dans le sous-continent indien au XIXe siècle. Pourtant, tout comme leurs voisins indiens, les Pakistanais n'ont jamais vraiment réussi à s'approprier ce sport, lui préférant le cricket. De ce fait, le Pakistan reste un acteur footballistique mineur, même sur le plan continental, comme en témoignent les résultats de l'équipe nationale lors des éliminatoires de la Coupe du monde de la FIFA, Corée/Japon 2002.
Dernier de son groupe au tour préliminaire avec un point en six matches, le Pakistan comptait une différence de buts de -24, ce qui résume assez bien ses graves lacunes actuelles. Tout juste retiendra-t-on le spectaculaire match nul 3-3 arraché au Sri Lanka.
Mêmes lacunes, même punition à l'occasion des qualifications pour Allemagne 2006. Après deux défaites face au Kirghizistan, la Fédération a décidé d'entamer un long processus de reconstruction. Une période lancée par la nomination fin 2005 du sélectionneur bahreïni Salman Ahmed Sharida.
Très vite, des progrès se font sentir comme en témoigne la courte défaite concédée fin 2006 face aux Émirats arabes unis (2-3).
Malgré cela, le Pakistan a encore beaucoup de travail avant de faire parler du lui sur le plan continental. Le manque d'expérience des hommes de Sharida les empêchant même de rejoindre la Coupe d'Asie de l'AFC 2007 après six défaites consécutives.
Muhammed Rasheed a donc pris la suite du Bahreïni en 2007 avec pour objectif de mener la sélection nationale dans les éliminatoires pour la Coupe du monde de la FIFA, Afrique du Sud 2010. Mais les Pakistanais n'ont pas pesé bien lourd face aux Irakiens lors du premier tour de qualification, encaissant un irrémédiable 7-0 à l'aller (avant de se reprendre au retour, 0-0) synonyme de fin de compétition.
Lors du 1er tour des éliminatoires de la Coupe du monde 2014, le Pakistan est sèchement battu au Bangladesh (0-3) et ne peut inverser la tendance à domicile au match retour (0-0). Lors du 1er tour des éliminatoires de la Coupe du monde 2018, le Pakistan affronte le Yémen deux fois sur terrain neutre, aucune équipe ne pouvant recevoir son homologue pour des raisons de sécurité. Les Shaheen sont battus lors du match aller (1-3), Hassan Bashir n'ayant pu que réduire le score sur penalty à la 67e minute de jeu, tandis que le match retour se conclut sur un nul vierge (0-0), éliminant pour la 4e fois consécutive le Pakistan dès la première manche de qualifications.
Le Pakistan a été suspendu de toutes les activités de football par la FIFA le 10 octobre 2017, après le mandat controversé du président et homme politique de la PFF, Faisal Saleh Hayat, largement décrit comme un « seigneur féodal du football pakistanais »,.
Pendant trois ans depuis mars 2015, la première division de la Premier League pakistanaise est restée suspendue en raison de la crise créée par ses actions, ainsi que l'équipe première masculine, qui est restée suspendue de toute compétition internationale, et le classement FIFA de l'équipe première était passé de 168 en 2003 au plus bas 201 en 2017,,. La FIFA a rétabli la PFF dans ses fonctions le 13 mars 2018.
Lors du 1er tour des éliminatoires au Mondial 2022, les Faucons sont battus par le Cambodge à l'extérieur (0-2), puis une seconde fois lors du match retour disputé sur terrain neutre, à Doha, pour des raisons de sécurité (1-2), malgré l'ouverture du score d'Hassan Bashir à la 18e minute de jeu sur penalty, constituant la 5e élimination d'affilée à ce stade des éliminatoires.
Le Pakistan a de nouveau été suspendu de toutes activités footballistiques par la FIFA le 7 avril 2021,. La suspension a été levée le 29 juin 2022.
Le 27 juillet 2023 a eu lieu le tirage au sort du premier tour des qualifications pour la Coupe du monde 2026, au cours duquel le Pakistan a de nouveau été tiré au sort contre le Cambodge, suivi de la nomination de l'entraîneur anglais Stephen Constantine. Lors du match aller à Phnom Penh, le Pakistan a arraché un match nul sans but (0-0). Le Pakistan a remporté son match retour en battant le Cambodge 1-0 à Islamabad, enregistrant sa toute première victoire de son histoire en éliminatoires de la Coupe du monde lors de son premier match à domicile après 8 ans et en se qualifiant pour le deuxième tour également pour la première fois de son histoire.
Après la victoire à Islamabad, les Shaheen ont été placés dans un groupe avec l'Arabie saoudite, la Jordanie et le Tadjikistan. Le Pakistan, classé 193e, était l'équipe la moins bien classée des éliminatoires et a terminé la campagne en perdant tous les matches du groupe.
Le 6 février 2025, la FIFA a de nouveau suspendu le Pakistan de toutes les activités liées au football parce qu'il n'avait pas adopté une version des statuts de la PFF approuvée par la FIFA et l'AFC, qui aurait garanti des élections équitables. La suspension a été levée le 2 mars 2025 après que la PFF a accepté d'adopter les statuts approuvés par la FIFA et l'AFC.

## Sélection actuelle
Les joueurs suivants joueront un match amical contre le Népal le 16 novembre 2022.
Gardiens
- Yousuf Butt
- Ahsanullah Ahmed
- Muzammil Hussain

Défenseurs
- Muhammad Umer Hayat
- Abdullah Qazi
- Yaqoob Butt
- Ali Khan Niazi
- Ali Uzair

Milieux
- Mehmood Khan
- Samir Nabi

- Rahis Nabi

Attaquants
- Ahmed Faheem
- Muhammad Ali
- Hassan Bashir
- Adnan Mohammad
- Tabish Hussain
- Mohammad Riaz
- Farhan Zulfiquar

## Classement FIFA
| Année              | 1993 | 1994 | 1995 | 1996 | 1997 | 1998 | 1999 | 2000 | 2001 | 2002 | 2003 | 2004 | 2005 | 2006 | 2007 | 2008 | 2009 | 2010 | 2011 | 2012 | 2013 | 2014 | 2015 | 2016 | 2017 | 2018 | 2019 | 2020 | 2021 | 2022 | 2023 | 2024 |
| ------------------ | ---- | ---- | ---- | ---- | ---- | ---- | ---- | ---- | ---- | ---- | ---- | ---- | ---- | ---- | ---- | ---- | ---- | ---- | ---- | ---- | ---- | ---- | ---- | ---- | ---- | ---- | ---- | ---- | ---- | ---- | ---- | ---- |
| Classement mondial | 142  | 158  | 160  | 173  | 153  | 168  | 179  | 190  | 181  | 178  | 168  | 177  | 158  | 164  | 163  | 165  | 156  | 171  | 179  | 189  | 172  | 188  | 184  | 197  | 201  | 199  | 201  | 200  | 198  | 195  | 195  | 198  |

## Palmarès

### Parcours enCoupe du monde
| Année | Position     |      | Année             | Position |                   | Année | Position |
| 1930  | Non inscrite | 1974 | Non inscrite      | 2010     | Tour préliminaire |       |          |
| 1934  | Non inscrite | 1978 | Non inscrite      | 2014     | Tour préliminaire |       |          |
| 1938  | Non inscrite | 1982 | Non inscrite      | 2018     | Tour préliminaire |       |          |
| 1950  | Non inscrite | 1986 | Non inscrite      | 2022     | Tour préliminaire |       |          |
| 1954  | Non inscrite | 1990 | Tour préliminaire | 2026     | Tour préliminaire |       |          |
| 1958  | Non inscrite | 1994 | Tour préliminaire | 2030     | À venir           |       |          |
| 1962  | Non inscrite | 1998 | Tour préliminaire | 2034     | À venir           |       |          |
| 1966  | Non inscrite | 2002 | Tour préliminaire |          |                   |       |          |
| 1970  | Non inscrite | 2006 | Tour préliminaire |          |                   |       |          |

### Parcours enCoupe d'Asie
| Année | Position          |      | Année             | Position |                        | Année | Position |
| 1956  | Forfait           | 1984 | Tour préliminaire | 2011     | Non inscrite           |       |          |
| 1960  | Tour préliminaire | 1988 | Tour préliminaire | 2015     | Non inscrite           |       |          |
| 1964  | Non inscrite      | 1992 | Tour préliminaire | 2019     | Tour préliminaire      |       |          |
| 1968  | Tour préliminaire | 1996 | Tour préliminaire | 2023     | Tour préliminaire      |       |          |
| 1972  | Non inscrite      | 2000 | Tour préliminaire | 2027     | Éliminatoires en cours |       |          |
| 1976  | Forfait           | 2004 | Tour préliminaire |          |                        |       |          |
| 1980  | Tour préliminaire | 2007 | Tour préliminaire |          |                        |       |          |

## Les adversaires du Pakistan de 1950 à aujourd'hui
| Pays                | J  | G | N | P  | Bp | Bc | Diff | Premier match                   | Dernier match                    |
| ------------------- | -- | - | - | -- | -- | -- | ---- | ------------------------------- | -------------------------------- |
| Afghanistan         | 6  | 4 | 0 | 2  | 5  | 5  | 0    | 19/07/1976 (0-1) à Kaboul       | 06/02/2015 (2-1) à Islamabad     |
| Arabie saoudite     | 2  | 0 | 0 | 2  | 0  | 7  | -7   | 16/11/2023 (0-4) à Al-Hufuf     | 06/06/2024 (0-3) à Islamabad     |
| Bahreïn             | 1  | 1 | 0 | 0  | 5  | 1  | 4    | 06/09/1974 (5-1) à Téhéran      |                                  |
| Bangladesh          | 18 | 6 | 4 | 8  | 10 | 18 | -8   | 12/02/1982 (1-2) à Karachi      | 06/09/2018 (0-1) à Dacca         |
| Bhoutan             | 3  | 3 | 0 | 0  | 12 | 1  | 11   | 30/09/1999 (2-1) à Katmandou    | 08/09/2018 (3-0) à Dacca         |
| Birmanie            | 9  | 3 | 2 | 4  | 10 | 14 | -4   | 01/12/1952 (1-0) à Colombo      | 10/06/2025 (0-1) à Rangoun       |
| Brunei              | 1  | 1 | 0 | 0  | 6  | 0  | 6    | 06/04/2009 (6-0) à Colombo      |                                  |
| Cambodge            | 5  | 1 | 1 | 3  | 2  | 5  | -3   | 13/11/1967 (0-1) à Rangoun      | 17/10/2023 (1-0) à Islamabad     |
| Chine               | 8  | 1 | 2 | 5  | 8  | 23 | -15  | 26/01/1963 (0-0) à Dacca        | 12/06/1993 (0-3) à Chengdu       |
| Corée du Sud        | 3  | 0 | 0 | 3  | 0  | 18 | -18  | 07/05/1978 (0-5) à Riyad        | 25/09/1990 (0-7) à Pékin         |
| Djibouti            | 1  | 0 | 0 | 1  | 1  | 3  | -2   | 17/06/2023 (1-3) à Saint-Pierre |                                  |
| Émirats arabes unis | 5  | 0 | 0 | 5  | 4  | 17 | -13  | 21/09/1986 (0-1) à Daegu        | 15/11/2006 (2-3) à Abou Dabi     |
| Guam                | 1  | 1 | 0 | 0  | 9  | 2  | 7    | 06/04/2008 (9-2) à Taipei       |                                  |
| Inde                | 27 | 3 | 8 | 16 | 19 | 42 | -23  | 23/03/1952 (0-0) à Colombo      | 21/06/2023 (0-4) à Bangalore     |
| Indonésie           | 5  | 0 | 1 | 4  | 2  | 13 | -11  | 14/08/1960 (0-4) à Kuala Lumpur | 21/06/2014 (0-4) à Sidoarjo      |
| Irak                | 9  | 1 | 1 | 7  | 9  | 40 | -31  | 10/03/1969 (2-1) à Téhéran      | 28/10/2007 (0-0) à Damas         |
| Iran                | 14 | 1 | 1 | 12 | 10 | 58 | -48  | 06/01/1950 (1-5) à Amjadiah     | 06/06/1993 (0-5) à Téhéran       |
| Israël              | 2  | 0 | 1 | 1  | 2  | 4  | -2   | 10/12/1959 (0-2) à Cochin       | 17/12/1959 (2-2) à Cochin        |
| Japon               | 2  | 0 | 1 | 1  | 2  | 5  | -3   | 12/09/1962 (1-1) à Kuala Lumpur | 18/04/1988 (1-4) à Kuala Lumpur  |
| Jordanie            | 9  | 0 | 0 | 9  | 1  | 34 | -33  | 10/04/1988 (0-1) à Kuala Lumpur | 26/03/2024 (0-7) à Amman         |
| Kazakhstan          | 3  | 0 | 0 | 3  | 0  | 14 | -14  | 11/05/1997 (0-3) à Almaty       | 08/04/2000 (0-4) à Doha          |
| Kenya               | 1  | 0 | 0 | 1  | 0  | 1  | -1   | 14/06/2023 (0-1) à Saint-Pierre |                                  |
| Kirghizistan        | 4  | 1 | 0 | 3  | 1  | 7  | -6   | 29/11/2003 (0-2) à Karachi      | 19/03/2013 (0-1) à Bichkek       |
| Koweït              | 4  | 0 | 0 | 4  | 0  | 10 | -10  | 15/04/1988 (0-3) à Kuala Lumpur | 24/06/2023 (0-4) à Bangalore     |
| Liban               | 3  | 0 | 0 | 3  | 2  | 17 | -15  | 13/05/2001 (0-6) à Beyrouth     | 19/12/2014 (1-3) à Beyrouth      |
| Macao               | 3  | 2 | 1 | 0  | 7  | 2  | 5    | 21/03/2003 (3-0) à Singapour    | 21/03/2013 (2-0) à Bichkek       |
| Malaisie            | 6  | 1 | 1 | 4  | 4  | 16 | -12  | 12/08/1960 (0-1) à Kuala Lumpur | 10/10/2008 (1-4) à Kuala Lumpur  |
| Maldives            | 11 | 4 | 3 | 4  | 9  | 10 | -1   | 22/12/1985 (3-1) à Dacca        | 21/03/2023 (0-1) à Gan           |
| Maurice             | 1  | 0 | 0 | 1  | 0  | 3  | -3   | 11/06/2023 (0-3) à Saint-Pierre |                                  |
| Moldavie            | 1  | 0 | 0 | 1  | 0  | 5  | -5   | 18/08/1992 (0-5) à Amman        |                                  |
| Népal               | 19 | 9 | 4 | 6  | 25 | 19 | 6    | 20/02/1982 (2-0) à Karachi      | 27/06/2023 (0-1) à Bangalore     |
| Oman                | 4  | 0 | 1 | 3  | 2  | 12 | -10  | 25/02/1982 (0-0) à Karachi      | 06/09/2006 (0-5) à Mascate       |
| Palestine           | 4  | 0 | 0 | 4  | 1  | 9  | -8   | 02/04/2000 (0-2) à Doha         | 16/11/2018 (1-2) à Al-Ram        |
| Philippines         | 1  | 0 | 0 | 1  | 1  | 3  | -2   | 15/10/2013 (1-3) à Bacolod      |                                  |
| Qatar               | 1  | 0 | 0 | 1  | 0  | 5  | -5   | 04/04/2000 (0-5) à Doha         |                                  |
| Singapour           | 6  | 2 | 1 | 3  | 9  | 16 | -7   | 02/05/1954 (6-2) à Manille      | 19/11/2012 (0-4) à Singapour     |
| Sri Lanka           | 19 | 7 | 4 | 8  | 25 | 31 | -6   | 02/11/1953 (6-0) à Rangoun      | 04/12/2009 (0-1) à Colombo       |
| Sud-Vietnam         | 1  | 0 | 1 | 0  | 1  | 1  | 0    | 25/05/1958 (1-1) à Tokyo        |                                  |
| Syrie               | 1  | 0 | 0 | 1  | 0  | 2  | -2   | 25/03/2025 (0-2) à Al-Hufuf     |                                  |
| Tadjikistan         | 4  | 0 | 0 | 4  | 1  | 12 | -11  | 04/04/2006 (0-2) à Dacca        | 11/06/2024 (0-3) à Douchanbé     |
| Taipei chinois      | 5  | 3 | 1 | 1  | 7  | 5  | 2    | 27/05/1958 (1-3) à Tokyo        | 13/10/2013 (1-0) à Bacolod       |
| Thaïlande           | 5  | 1 | 0 | 4  | 7  | 16 | -9   | 05/08/1960 (7-0) à Kuala Lumpur | 28/05/2001 (0-6) à Bangkok       |
| Turkménistan        | 2  | 0 | 0 | 2  | 0  | 7  | -7   | 07/06/1993 (0-4) à Téhéran      | 21/03/2011 (0-3) à Petaling Jaya |
| Turquie             | 4  | 0 | 1 | 3  | 9  | 16 | -7   | 21/07/1965 (1-3) à Téhéran      | 18/01/1974 (2-2) à Karachi       |
| Yémen               | 5  | 1 | 1 | 3  | 6  | 12 | -6   | 15/10/1984 (4-1) à Calcutta     | 23/03/2015 (0-0) à Madinat 'Isa  |